# Riutta (ö i Norra Savolax, Nordöstra Savolax)
Riutta är en ö i Finland. Den ligger i sjön Juojärvi och i kommunen Tuusniemi i den ekonomiska regionen  Nordöstra Savolax ekonomiska region  och landskapet Norra Savolax, i den centrala delen av landet, 300 km nordost om huvudstaden Helsingfors. Öns area är 40,9 hektar och dess största längd är 1,3 kilometer i öst-västlig riktning.